# میک گرنجر
میک گرنجر (انگلیسی: Mick Granger; ۷ اکتبر ۱۹۳۱ – ۶ نوامبر ۲۰۱۶) بازیکن فوتبال اهل بریتانیا بود.
از باشگاه‌هایی که در آن بازی کرده‌است می‌توان به باشگاه فوتبال هال سیتی و باشگاه فوتبال یورک سیتی اشاره کرد.